# Sam Benjamin Jackson
Sam Benjamin Jackson (Wetherby, 23 settembre 1993) è un attore inglese, meglio noto per aver interpretato il ruolo di Alex Henley nella sesta stagione del teen drama della E4 Skins.

## Carriera
Jackson è apparso nella campagna pubblicitaria della Adsa, catena di supermarket britannica, e in alcune serie televisive, tra cui Heatbeat.
Nel 2010 ha ottenuto il ruolo principale in Ten Tigers, cortometraggio diretto da Tony Kelly. Ha inoltre avuto il ruolo di Eddie in Audrey.
Nel 2011 si è presentato invano ai provini di Skins per il ruolo di Rich Hardbeck, ottenuto poi da Alexander Arnold, mentre nel 2012 è riuscito ad ottenere il ruolo di Alex per la sesta stagione della stessa serie.

## Filmografia
- Holby City – serie TV, 3 episodi (2013)
- Skins – serie TV, 8 episodi (2012)[1]
- Audrey - cortometraggio (2010)
- Ten Tigers - cortometraggio (2010)